# Les Enfants du paradis
Les Enfants du paradis is een Franse film uit 1945 geregisseerd door Marcel Carné. De hoofdrollen worden vertolkt door Arletty en Jean-Louis Barrault.
In Frankrijk was de film de succesrijkste Franse film van 1945, na La Cage aux rossignols (Jean Dréville). De film heeft door de jaren heen de status van meesterwerk van de Franse cinema gekregen en is het hoogtepunt van het poëtisch realisme van de tandem Marcel Carné (regisseur) en Jacques Prévert (scenarist).

## Verhaal
Rond 1844 in de Boulevard du Temple wordt het Parijse theatergebeuren verenigd. De mimespeler Baptiste Deburau wordt verliefd op de mysterieuze vrouw Garance, die ook begeerd wordt door een revolutionaire schrijver. Hij vlucht voor zijn emoties en trouwt met een jonge actrice. Na enkele jaren, als Baptiste ondertussen beroemd is geworden, zien ze elkaar eindelijk terug.

## Rolverdeling
| Acteur              | Personage                 |
| ------------------- | ------------------------- |
| Arletty             | Garance                   |
| Jean-Louis Barrault | Baptiste Deburau          |
| Maria Casarès       | Nathalie                  |
| Pierre Brasseur     | Frédérick Lemaître        |
| Marcel Herrand      | Pierre-François Lacenaire |
| Louis Salou         | Édouard de Montray        |
| Pierre Renoir       | Jéricho                   |
| Jane Marken         | Mevr. Hermine             |
| Fabien Loris        | Avril                     |
| Étienne Decroux     | Anselme Deburau           |
| Paul Frankeur       | de politie-inspecteur     |
| Jean Carmet         | een inspecteur            |

## Productie
Het idee ontstond naar aanleiding van gesprekken tussen Carné, Prévert en Jean-Louis Barrault, die ook theaterregisseur was, over het historische personage, de mimespeler Deburau. Nochtans draait de film niet rond het personage Deburau maar rond Garance, vertolkt door Arletty. Rond haar worden de lotgevallen van verschillende mannen gevolgd. De term paradis uit de titel verwijst onder meer naar de zogenoemde hoogste zitplaatsen in het theater.
De film werd gedraaid tussen augustus 1943 en juni 1944 in de studios de la Victorine in Nice. Het was de meest prestigieuze filmproductie in Frankrijk tijdens de bezetting. Ondanks de beperkingen door de oorlog valt de film op door het opmerkelijke decor, waarvoor Léon Barsacq, Raymond Gabutti en Alexandre (Sándor) Trauner verantwoordelijk waren. De film werd pas afgewerkt in 1945, na de bevrijding.
De film ging in première in Parijs op 9 maart 1945 in de bioscopen Madeleine en Colisée. De Amerikaanse première was op 15 november 1946 onder de titel Children of Paradise.

## Prijzen en nominaties
- 1947 - Oscar
  - Beste scenario (Jacques Prévert) - nominatie